# Campeonato Roraimense de Futebol de 2005
O Campeonato Roraimense de Futebol de 2005 foi a 50.ª edição do futebol de Roraima. Contou com oito clubes e teve como campeão o São Raimundo.

## Participantes
- Atlético Roraima Clube (Boa Vista)
- Baré Esporte Clube (Boa Vista)
- Grêmio Atlético Sampaio 'GAS' (Boa Vista)
- Náutico Futebol Clube (Boa Vista)
- Atlético Progresso Clube (Mucajaí)
- Atlético Rio Negro Clube (Boa Vista)
- River Esporte Clube (Boa Vista)
- São Raimundo Esporte Clube (Boa Vista)

## Regulamento
As oito equipes se enfrentam em dois turnos. No primeiro, todos jogam contra todos. No segundo, os times se dividem em dois grupos, onde enfrentam dentro das chaves. Os campeões de cada grupo decidem uma vaga na final do 2º turno, para enfrentar o campeão do 1º turno na grande final.

## Segundo turno

### Grupo A

#### Rodadas
| 7 de maio | Roraima | 3 - 0 | Rio Negro |
| 7 de maio | River   | 3 - 1 | GAS       |

| 21 de maio | Roraima | 10 - 0 | GAS       |
| 21 de maio | River   | 1 - 1  | Rio Negro |

| 4 de junho | River     | 5 - 1 | GAS     |
| 4 de junho | Rio Negro | 1 - 2 | Roraima |

### Grupo B

#### Rodadas
| 14 de maio | São Raimundo | 3 - 3 | Rio Negro |
| 14 de maio | Náutico      | 2 - 7 | Baré      |

| 28 de maio | Baré         | 6 - 0 | Progresso |
| 28 de maio | São Raimundo | 9 - 2 | Náutico   |

| 11 de junho | Progresso | 3 - 1 | Náutico      |
| 11 de junho | Baré      | 2 - 2 | São Raimundo |

### Final do 2º turno
- Atlético Roraima 3 – 3 (3 – 1 pên.) Baré

## Final Geral
- São Raimundo 1 – 1 (5 – 4 pên.) Atlético Roraima

## Premiação
| Campeonato Roraimense de 2005    |
| Campeonato Roraimense            |
| -------------------------------- |
| São Raimundo Campeão (4º título) |